# Mitchell A. Lazar
Mitchell Avery „Mitch“ Lazar (* 1956) ist ein US-amerikanischer Mediziner (Endokrinologie, Diabetologie) an der University of Pennsylvania. Hier ist er Willard and Rhoda Ware Professor of Diabetes and Metabolic Diseases. Lazar war Gründungsdirektor des dortigen Institute for Diabetes, Obesity, and Metabolism.

## Leben und Wirken
Mitchell A. Lazar wuchs auf Long Island auf. Er erwarb 1976 am Massachusetts Institute of Technology einen Bachelor in Chemie und 1982 an der Stanford University bei Jack Barchas einen kombinierten Ph.D. (in Neurowissenschaften) und M.D. (als Abschluss des Medizinstudiums). Sein Zeit als Postdoktorand und seine Ausbildung in Innerer Medizin absolvierte er bei William W. Chin am Brigham and Women’s Hospital, seine Ausbildung in Endokrinologie am Massachusetts General Hospital.
Seit 1989 gehört er zum Lehrkörper der University of Pennsylvania.
Lazar ist vor allem für seine Beiträge zum Verständnis der Regulation des Stoffwechsels mittels Transkription bekannt. Er konnte mehrere Kernrezeptoren identifizieren und die Bedeutung verschiedener Gene für die Entwicklung von Adipositas und Diabetes mellitus aufklären, darunter Rev-erbα, CoRNR, HDAC3 und PPARγ. Lazar und Mitarbeiter entdeckten das Hormon Resistin. Zahlreiche Arbeiten Lazars befassen sich mit Epigenetik und zirkadianer Rhythmik.
Lazar hat laut Google Scholar einen h-Index von 151, laut Datenbank Scopus einen von 132 (jeweils Stand Juni 2024).

## Auszeichnungen (Auswahl)
- 1995 Richard E. Weitzman Memorial Award der Endocrine Society[3][4][5]
- 2003 Bristol-Myers Squibb Award[6]
- 2006 Mitglied des National Institute of Medicine[7] (heute National Academy of Medicine)
- 2008 Mitglied der American Academy of Arts and Sciences[8][9]
- 2009 Stanley J. Korsmeyer Award der American Society for Clinical Investigation[10][11]
- 2017 Mitglied der National Academy of Sciences[12]
- 2019 Rolf Luft Award des Karolinska Institutet[13]
- 2023 Fred Conrad Koch Award der Endocrine Society[14]
- 2025 George M. Kober Medal der Association of American Physicians